# Derk Visser
Derk Visser (1959) is een Nederlands jeugdhulpwerker en jeugdboekenschrijver.

## Biografie
Visser deed de opleiding Communicatiewetenschappen in Eindhoven en volgde cineworkshops aan de Vrije Academie in Den Haag. Vervolgens regisseerde hij meerdere korte films.
In 2005 debuteerde hij als jeugdboekenschrijver met Patchouli. Zijn inspiratie voor zijn boeken, die gaan over jongeren in kansarme milieus, haalt hij uit zijn werk als jeugdhulpwerker.
In 2012 kreeg Visser het Charlotte Köhler Stipendium toegekend. De jury bestond uit Helma van Lierop, Bas Maliepaard en Marco Kunst.
Zijn boek Prikkeldraad werd in 2012 genomineerd voor de Dioraphte Jongerenliteratuur Prijs. Het boek kreeg verder een eervolle vermelding van de jury van de Woutertje Pieterse Prijs. Met Drama Queen (2019) won hij een Bronzen Griffel. 

## Filmografie
- De sterfkamer, 1986
- 5 op de markt, 1988
- Adore, 1988
- Lieve, 1991

- Digitale Bibliotheek voor de Nederlandse Letteren: viss140
- Gemeinsame Normdatei: 1020105771
- International Standard Name Identifier: 0000 0003 6894 4967
- Nederlandse Thesaurus van Auteursnamen: 275096025
- Virtual International Authority File: 232261731